# František Čapek (kanoista)
František Čapek (24. října 1914 Branice – 31. ledna 2008 Praha) byl český rychlostní kanoista a reprezentant Československa. Největším úspěchem jeho kariéry byla zlatá olympijská medaile ze závodu na 10 km z Letních olympijských her 1948 v Londýně.
Se sportem začínal v Sokole. V patnácti letech se krátce věnoval střelectví, ale kamarádi ho přivedli k zápasu. Jeho zápasnickou kariéru ukončila zlomenina nohy. V KVS Praha se začal věnovat kanoistice, později přešel do armádního střediska Dukla Praha.
Prvním velkým úspěchem jeho závodnické kariéry byla zlatá olympijská medaile ze závodu na 10 km z her v Londýně. Na mistrovství světa v roce 1950 v Kodani skončil na kilometrové trati na 4. místě a na mistrovství světa v roce 1954 ve francouzském Mâconu získal stříbrnou medaili na 10 km trati. Na této trati získal i sedm titulů mistra Československa.
Po ukončení aktivní kariéry působil v Dukle Praha jako trenér.